# Colladonus arculus
Colladonus arculus är en insektsart som beskrevs av Ball 1937. Colladonus arculus ingår i släktet Colladonus och familjen dvärgstritar. Inga underarter finns listade i Catalogue of Life.